# 박형
박형(朴泂, ?~1671년)은 조선 중기의 무신이며 본관은 상주이다.

## 생애

### 병자호란과 전후 활동
1637년 병자호란 당시 평안도관찰사 홍명구의 부장으로 김화 백동에서 청군과 싸웠다. 도중 홍명구가 전사하자 군사들이 도주하고 청군의 기세가 날카로운 위험한 상황에서 홍명구의 시신을 수습하여 이름이 높아졌다. 병자호란 종식 후, 1644년에는 소현세자 일행을 호위하는 직책을 맡았다. 1656년에는 삼수군수로 있을 때 성을 쌓았다.

### 탄핵과 사망
1661년 전라좌수사로 임명되었으나 1664년 불법축재를 한 사실이 드러나면서 신하들이 박형을 심하게 탄핵하였고 논란 끝에 아산에 유배된다. 그 뒤에도 유배지를 이탈하는 등 방자한 행동을 일삼다가 1671년 유배지에서 사망한다.